# Ctenium floridanum
Ctenium floridanum là một loài thực vật có hoa trong họ Hòa thảo. Loài này được (Hitchc.) Hitchc. mô tả khoa học đầu tiên năm 1928.